# A Tree Grows in Springfield
"A Tree Grows in Springfield" é o sexto episódio da vigésima quarta temporada do seriado de animação de comédia de situação "The Simpsons". Foi exibido originalmente pela FOX em 25 de novembro de 2012.

## Enredo
Homer está fortemente deprimido com sua vida, e Lisa decide animá-lo através da compra algo em um sorteio na Escola Primária de Springfield. Ela compra um myPad e dá para Homer, que logo se torna obcecado com ele até que cai e quebra. Sentindo-se ainda mais deprimido, Homer se sente sem esperança até que Ned Flanders faz uma descoberta, encontra a palavra "esperança", escrito na árvore do quintal dos Simpsons. Todos, especialmente Homer, vêem como um milagre. No entanto, o repórter Kent Brockman, determinado a expor a verdade e destruir as esperanças de todos, encontra um vídeo que mostra alguém vagando no quintal dos Simpsons e escreve "esperança" na árvore. Homer fica deprimido mais uma vez até que Marge lhe tranquiliza. Homer concorda e vai voltar para a casa com ela. Na noite seguinte, alguém se aproxima da árvore do quintal e continua escrevendo "esperança" na árvore. É revelado que essa pessoa era Homer em sonambulismo.
O episódio termina com uma vinheta inspirada no curta francês Logorama.

## Recepção
Robert David Sullivan, do The A.V. Club, deu ao episódio um "B-", dizendo que "A Tree Grows in Springfield" acaba sendo um retrocesso para um início de uma temporada de humor mesquinho". Ariel Ponywether, do Firefox.org, também deu ao episódio um "B-", dizendo que "este episódio contém um monte de piadas surpreendentes, algumas das melhores da história recente, e, portanto, vale a pena conferir." Teresa Lopez, do TV Fanatic, deu ao episódio nota 4.5 (em um máximo de 5.0), dizendo que achou as "[...] piadas visuais engraçadas e as citações divertidas[...]".
Stephanie Gillis recebeu uma nomeação ao Annie para Escrita em uma Produção Televisiva.

### Audiência
O episódio foi assistido por um total de 7,46 milhões de telespectadores e recebeu um 3,3 na demográfica 18-49, tornando-se o show mais assistido da FOX naquela noite em termos de número total de espectadores.